# Der Scutt

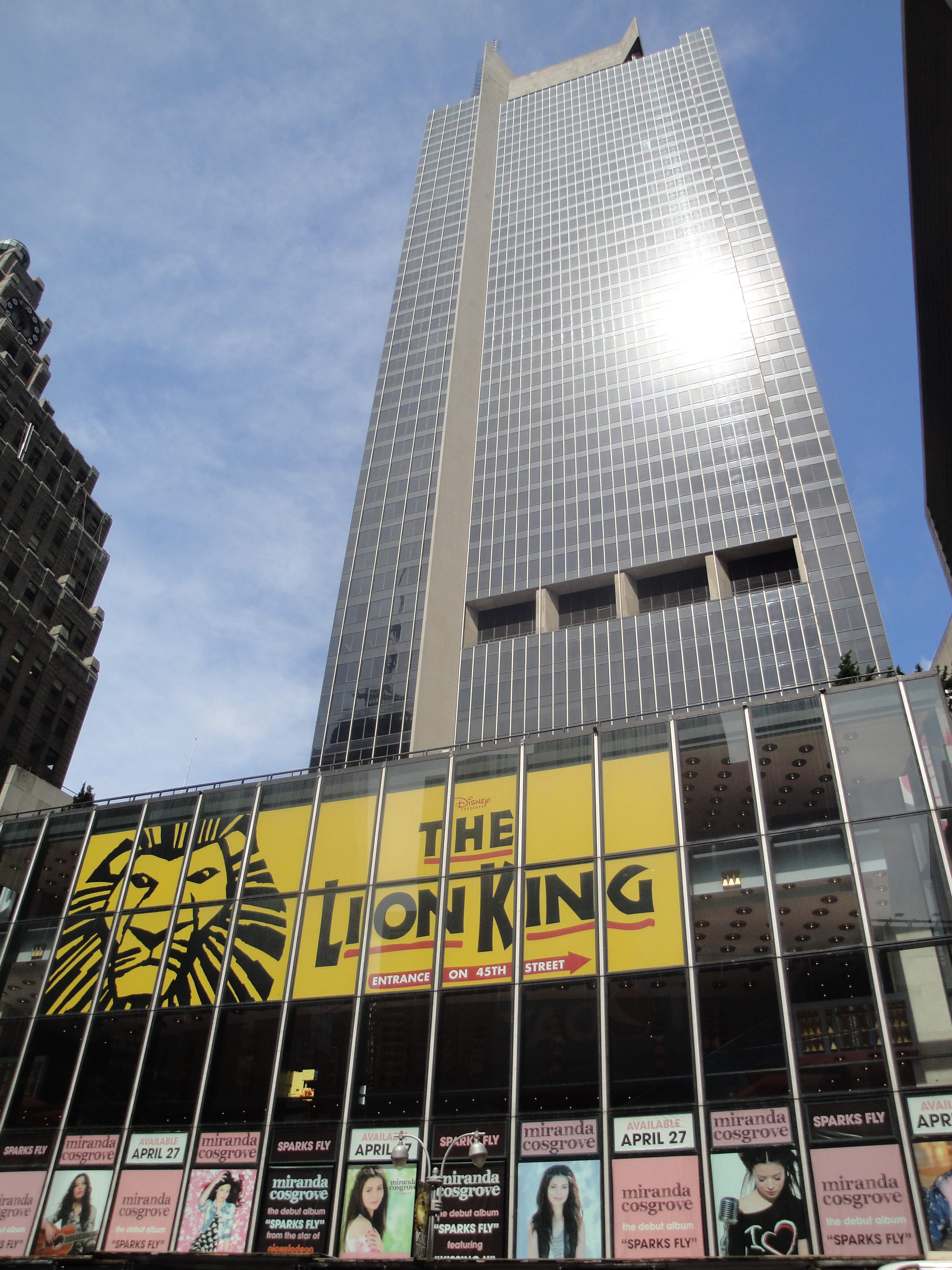
One Astor Plaza

Der Scutt, né à Wyomissing (Pennsylvanie) en 1934 et mort le 14 mars 2010 à New York, est un architecte américain. Il a conçu de nombreux immeubles aux États-Unis, dont la Trump Tower et le One Astor Plaza à New York.

## Biographie
Scutt étudie au Wyomissing Polytechnic Institute, à l'université d'État de Pennsylvanie et à l'université Yale. 
En 1961 il rejoint le cabinet Edward Durell Stone. De 1961 à 1965, Scutt travaille pour Paul Rudolph. De 1965 à 1975, il est associé au sein du cabinet Kahn and Jacobs. C'est à cette époque qu'il dessine le One Astor Plaza. En 1975 il entre chez Swanke Hayden & Connell Architects, avant de créer son propre cabinet, Der Scutt Architects, en 1981.

## Réalisations
Voici quelques-uns des projets réalisés par Der Scutt :
- 1972 One Astor Plaza, New York
- 1972 Siège de Roure Bertrand Dupont (aujourd'hui Givaudan), à Teaneck (New Jersey)[2]
- 1979 Northwestern Mutual Place, Milwaukee (Wisconsin)[3]
- 1983 Continental Center, 180 Maiden Lane, New York[4]
- 1983 Trump Tower, New York[5]
- 1986 100 United Nations Plaza Tower[6]
- 1988 The Corinthian (en) (New York)[7]